# Dermot Morgan
Dermot Morgan John (Dublino, 31 marzo 1952 – Londra, 28 febbraio 1998) è stato un comico e attore irlandese.
È noto soprattutto per il ruolo di Padre Ted Crilly nella serie televisiva Father Ted trasmessa da Channel 4.

## Biografia

### The Live Mike
Nato a Dublino e istruito all'Oatlands College, a Stillorgan, e all'University College Dublin, Morgan ha fatto parte del gruppo del programma televisivo di successo The Live Mike, trasmesso da RTÉ e presentato da Mike Murphy. Tra il 1979 e il 1984 Morgan, che in precedenza era stato insegnante a tempo pieno presso il St Michael's College di Dublino, ha interpretato una serie di personaggi comici, tra cui Padre Trendy, un untuoso prete cattolico solito a esprimere ridicoli paralleli con la vita non religiosa. Tra gli altri personaggi, ha interpretato un membro del Gaelic Athletic Association bigotto e intollerante. Inoltre ha parodiato la canzone A Nation Once Again dei Wolfe Tones, cantando di un cane che salva il suo padrone, membro dell'IRA, mangiando una granata durante un'ispezione dei Black and Tans.
Il successo di Morgan lo ha presto portato ad abbandonare l'insegnamento e intraprendere una carriera di comico a tempo pieno.

### Kenny Live
I rapporti di Morgan con RTÉ, tuttavia, sono in seguito diventati difficili, per i tentativi della rete di sfruttare il suo talento comico, ritenuto notevole ma privo di controlli; vari tentativi di episodi pilota di show televisivi non sono mai stati trasmessi. Morgan è tornato in televisione alla fine degli anni ottanta, interpretando i suoi vecchi personaggi e altri di nuovi, nel programma Kenny Live, un talk-show presentato da Pat Kenny.

### Scrap Saturday
Il più grande successo in Irlanda è arrivato per il comico alla fine degli anni ottanta con il programma radiofonico mattutino Scrap Saturday, nel quale Morgan, il co-sceneggiatore Gerard Stembridge, Owen Roe e Pauline McLynn deridono del sistema politico, imprenditoriale e mediatico irlandese. In particolare è diventata popolare ed è stata apprezzata dalla critica la rappresentazione comica che hanno dato del rapporto tra l'allora Taoiseach, il controverso Charles Haughey, e il suo addetto stampa, P. J. Mara, con l'atteggiamento sprezzante di Haughey verso quest'ultimo e l'adorazione e il servilismo di Mara verso quello che considera «il Capo, il più grande Leader, l'Uomo del Destino, lo Statista, il Titano, il Colosso». 
Nei primi anni novanta, tuttavia, RTÉ ha deciso di interrompere la trasmissione del programma, causando una protesta nazionale. Morgan ha protestato contro la decisione, definendola «un vergognoso atto di codardia e di sottomissione politica».
Nel 1991 Morgan ha ricevuto un Jacob's Award per i suoi contribuiti allo Scrap Saturday, da parte dei critici radiofonici del quotidiano nazionale irlandese.

### Father Ted
Già famoso in Irlanda, il successo e la notorietà di Morgan in Gran Bretagna sono stati raggiunti con la sitcom Father Ted, che è stata trasmessa per tre stagioni a partire dal 1995. La serie è incentrata attorno a tre personaggi: il frustrato Padre Ted Crilly, interpretato da Morgan, lo sboccato e alcolizzato Padre Jack Hackett, interpretato da Frank Kelly, e l'ingenuo Padre Dougal McGuire, interpretato da Ardal O'Hanlon. Oltre ai tre preti, ha un ruolo di rilievo la loro domestica, Mrs. Doyle, interpretata da Pauline McLynn, con la quale Morgan aveva già lavorato allo Scrap Saturday.
La sua rappresentazione comica del cattolicesimo irlandese da parte di Morgan gli ha valso una grande popolarità e il plauso della critica. Nel 1998 la serie ha vinto un premio BAFTA per la migliore serie comica, mentre Morgan ha vinto un BAFTA come migliore attore, e McLynn quello di migliore attrice. Oltre ai personaggi principali, sono apparsi diversi altri personaggi minori, tra cui l'iperattivo Padre Noel Furlong, interpretato dal comico e presentatore televisivo irlandese Graham Norton.

### La morte

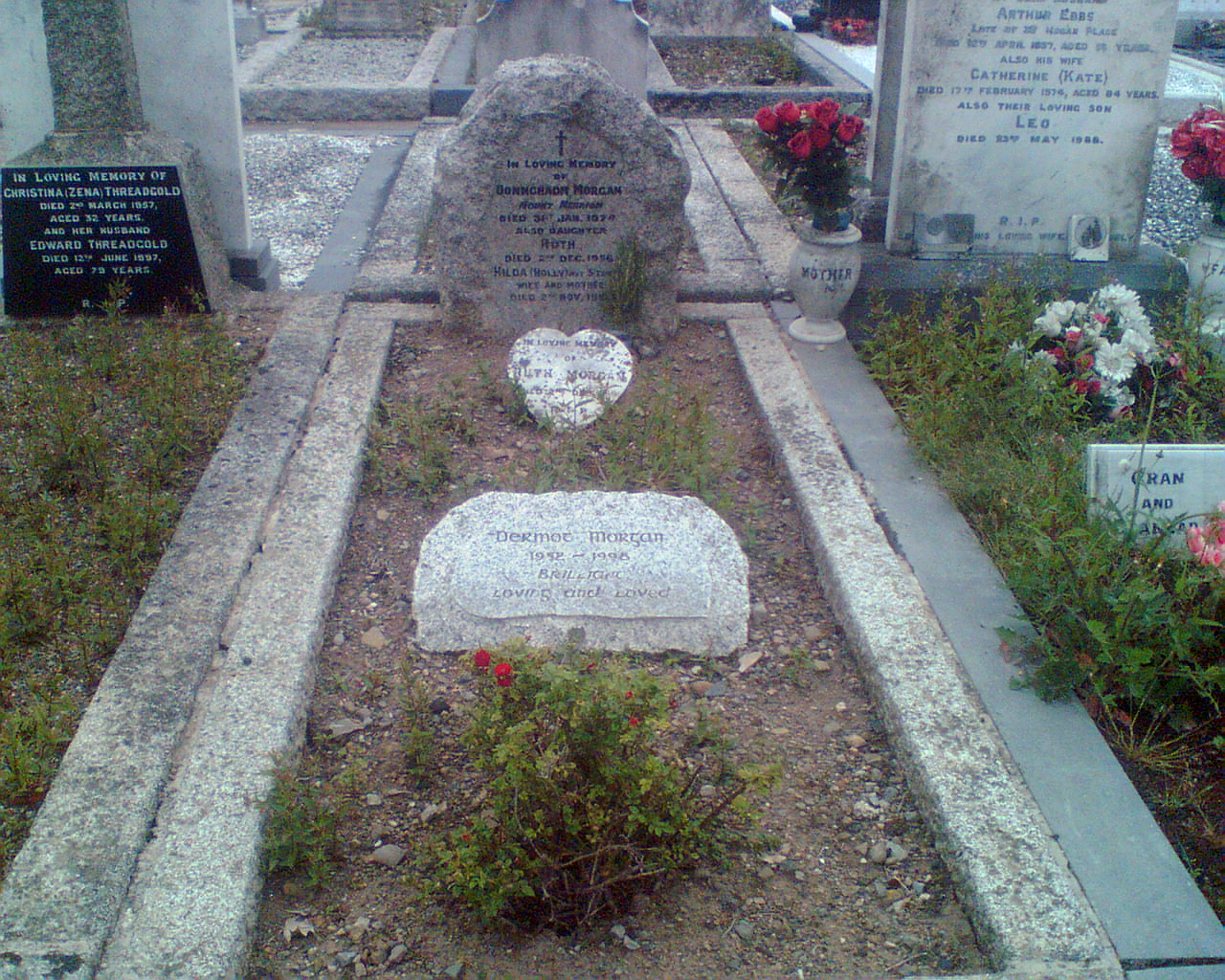
La tomba di Dermot Morgan al Deansgrange Cemetery, nella contea di Dublino

Dopo le riprese della terza stagione di Father Ted, Morgan era intenzionato a lavorare su una nuova serie comica, incentrata su due calciatori in pensione che convivono in un piccolo appartamento. Tuttavia, 24 ore dopo il termine delle riprese dell'ultimo episodio di Father Ted, Morgan ha avuto un attacco cardiaco. È stato portato in ospedale ma è morto poco dopo a Hounslow, borgo di Londra, all'età di 45 anni. 
In un'intervista del 1996 al The Late Late Show, Morgan ha affermato che la sua prossima sceneggiatura si sarebbe intitolata Miracle of the Magyars, e che sarebbe stata basata su un fatto reale avvenuto negli anni cinquanta, quando l'Arcivescovo di Dublino proibì ai cattolici di partecipare a una partita di calcio tra l'Irlanda e la Jugoslavia per motivi religiosi. La Jugoslavia vinse la partita 4-1. Morgan, comunque, era intenzionato a usare l'Ungheria come avversaria dell'Irlanda, da cui il motivo del titolo.
La messa funebre per Morgan è stata celebrata alla St. Therese's Church, nel suo nativo Mount Merrion nel sud di Dublino. Ad essa hanno preso parte, tra gli altri, il presidente irlandese Mary McAleese, l'ex-presidente Mary Robinson, e i capi di Stato e della Chiesa irlandesi, molti dei quali erano stati vittime dell'umorismo di Morgan al Scrap Saturday. È stato cremato e le sue ceneri sono state sepolte nella tomba di famiglia presso il Deansgrange Cemetery.

## Filmografia
- Taffin, regia di Francis Megahy (1988)
- Father Ted – serie TV, 25 episodi (1995-1998)
- Il primo fiocco di neve (The First Snow of Winter), regia di Graham Ralph (1998) – cortometraggio